# Бејхан-султанија (ћерка Мурата III)
Бејхан-султанија (тур. Beyhan Sultan је била дете Мурата III.

## Живот
Султанија Бејхан је 1613. године брак склопила са Адмиралом флоте Нигдели Мустафа-пашом, који је био један од блиских људи њеног братаница Мурата IV, који је касније именован намесником Египта, касније главним благајником 1629. године, а затим и везиром 1631. године. Њен супруг је, заједно са Мусом-челебијем, убијен у побуни 1632. године.
Султанија Бејхан је забележена 1639. године у харемским регистрима као удовица Нигдели Мустафа-паше. Султанија Бејхан је као удовица примила дарове млечана 1642. године, где је ословљена као тетка султана Ибрахима, као и 1648. године. 
Умрла је 15. јуна 1654. године.